# 呆伯特法則
呆伯特法則意指1990年代一個諷刺意味的觀察，認為公司傾向有于把工作能力最差的員工提升到管理層，以把他們能對公司造成的損害減至最低。
“呆伯特法則”（Dilbert principle）是彼得法則的變化。彼得法則指在階層式組織或企业中，人会因其工作出色，而被擢升到他往往不能胜任的高级职位，相反变成组织的障碍物（冗员）及负资产。
創立這個名詞的斯科特·亚当斯，呆伯特漫畫的創作者。1996年阿當斯在華爾街日報一篇文章中解釋此法則；然後在1996年一本同名諷刺的著作中，進一步探讨了该法則。該書在一些管理及商業課程中，被列為必須或推介讀物

，售出逾一百萬冊，更登上紐約時報暢銷書榜達四十三週。
這法則雖然可能被學者斥為不真實，但卻與傳統的人力資源管理並無違背，而是從一個商業世界廣為談論的問題中演化出來的譏諷論調。這個理論在商界和管理階層亦得到支持，例如前蘋果電腦巨頭盖伊·川崎說過：「公司有兩種，一種知道他們就是呆伯特，另一種還不知道自己也是呆伯特。」

## 延伸阅读
- The Dilbert Principle by Scott Adams, HarperBusiness 1996 ISBN 0-88730-858-9
- 2002 interview with Scott Adams, Funny Business, BizEd, The Association to Advance Collegiate Schools of Business, November/December
- Wall Street Journal, May 30, 1996, p. A11